# Minotaur-C

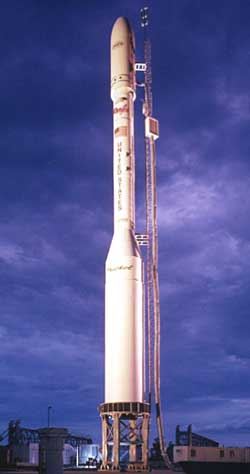
Um foguete Taurus 3210 preparado para lançamento em 20 de Maio de 2004

Minotaur-C (Minotaur Commercial), anteriormente conhecido como Taurus ou Taurus XL, é a denominação de um foguete de quatro estágios, movido a combustível sólido de origem Norte americana construído pela Orbital Sciences Corporation. Ele é baseado no foguete Pegasus do mesmo fabricante.
O foguete Taurus, é capaz de colocar cargas úteis de cerca de 1.350 kg em órbita terrestre baixa. Sendo o primeiro lançamento efetuado em 1994, ele completou seis lançamentos bem sucedidos de um total de nove, entre missões civis e militares. Três dos últimos quatro lançamentos terminaram em falha, incluindo: o de 24 de Fevereiro de 2009 para a missão Orbiting Carbon Observatory e o de 4 de Março de 2011 para a missão Glory.
As falhas desses dois últimos lançamentos resultaram em perdas de um total de US$ 700 milhões para a NASA (não incluídos os custos dos foguetes em si).

## Características
O primeiro estágio do foguete Taurus, um Castor 120, fabricado pela Thiokol, é baseado no primeiro estágio do ICBM Peacekeeper. Os estágios 2 e 3, são o Orion-50 (um Pegasus-1 sem as asas e estabilizadores), e o quarto estágio é um Orion-38, derivado do Pegasus-3.
Diferentes configurações, foram designadas com um código numérico de quatro dígitos, similar ao usado na famíla Delta de foguetes. O primeiro dígito denota o tipo do primeiro estágio sendo usado, e se o segundo e terceiro estágios usavam a configuração padrão ou a XL. O segundo dígito, denota o diâmetro da coifa da carga útil. O terceiro dígito, denota o tipo do quarto estágio. O quarto dígito, denota um quinto estágio opcional, que não chegou a ser usado.

## Situação
Apesar de classificado como "ativo", o foguete Taurus (com essa denominação), não tem sido usado desde a sua última falha em 2011. Veículos similares ao Taurus, tem sido usados com a denominação de "Orbital Boost Vehicles" para o sistema Ground-Based Midcourse Defense da Agência de Defesa contra Mísseis.